# Siebenhitz (Neustadt/Vogtl.)
Siebenhitz ist eine zur Gemeinde Neustadt/Vogtl. im sächsischen Vogtlandkreis gehörige Häusergruppe. 
Die zu Neustadt/Vogtl. gehörige Siedlung Siebenhitz ist nicht zu verwechseln mit der zu Falkenstein/Vogtl. gehörigen Siedlung Siebenhitz des Ortsteils Schönau, obwohl das zu Neustadt gehörige Siebenhitz näher am Falkensteiner Stadtzentrum liegt.

## Geographie

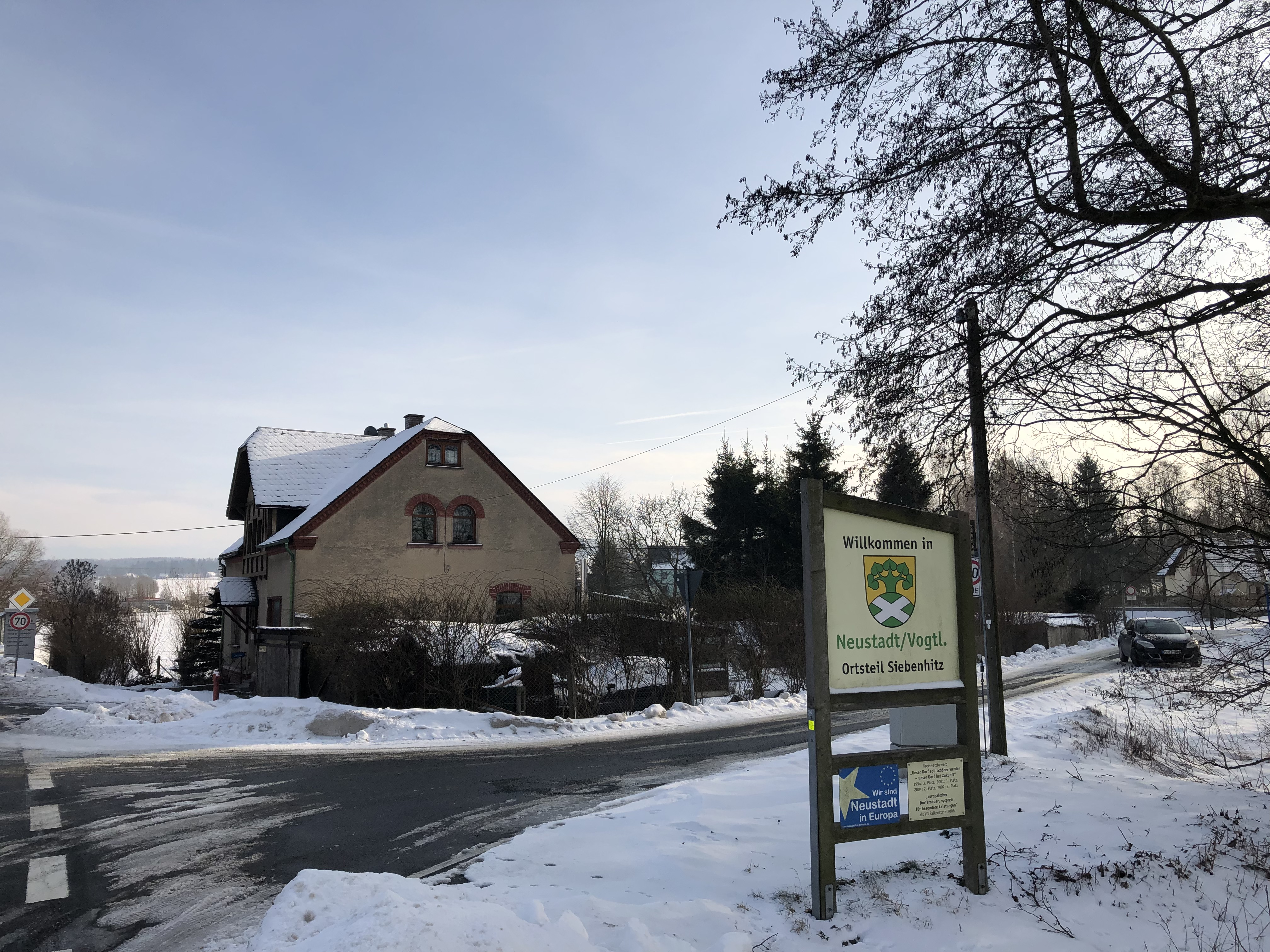
Siebenhitz, Ortseingang

### Geographische Lage und Verkehr
Die Häusergruppe Siebenhitz befindet sich nördlich von Neustadt/Vogtl. an der Bundesstraße 169 westlich von Falkenstein/Vogtl. Durch den Ort fließt die Treba. Siebenhitz befindet sich im Zentrum des Vogtlandkreises und im sächsischen Teil des historischen Vogtlands. Geografisch liegt der Ort im Osten des Naturraums Vogtland. Im Ort befindet sich das „Gewerbegebiet Falkenstein–Siebenhitz“. Östlich von Siebenhitz befindet sich der Bahnhof Falkenstein (Vogtl), bei dem sich einst die Bahnstrecke Herlasgrün–Oelsnitz von der Bahnstrecke Falkenstein–Muldenberg trennte. Während auf letzterer die Vogtlandbahn über einen Bahnbogen östlich von Siebenhitz nach Klingenthal und bis ins tschechische Sokolov (Falkenau) verkehrt, wurde der nördlich an Siebenhitz vorbei führende Abschnitt Falkenstein–Oelsnitz der Bahnstrecke Herlasgrün–Oelsnitz stillgelegt und zum Radweg ausgebaut.

### Nachbarorte
|  | Dorfstadt                                   |                    |
|  | Kompassrose, die auf Nachbargemeinden zeigt | Falkenstein/Vogtl. |
|  | Neustadt/Vogtl.                             |                    |

## Geschichte
Die im 18. Jahrhundert angelegte Häusergruppe Siebenhitz nördlich des Waldhufendorfs Neustadt/Vogtl. wurde im Jahr 1758 erstmals erwähnt. Die aus zwei Amtshäusern bestehende Siedlung wurde auch als „Koberei“ bezeichnet, wodurch sie sich von der gleichnamigen Siedlung Siebenhitz bei Schönau unterscheiden lässt. Die Grundherrschaft von Siebenhitz bei Neustadt lag beim Rittergut Ellefeld. Siebenhitz gehörte als Teil von Neustadt/Vogtl. bis 1856 zum kursächsischen bzw. späteren königlich-sächsischen Amt Plauen. 1856 wurde Siebenhitz dem Gerichtsamt Falkenstein und 1875 der Amtshauptmannschaft Auerbach angegliedert.
Durch die zweite Kreisreform in der DDR kam Siebenhitz als Teil der Gemeinde Neustadt/Vogtl. im Jahr 1952 zum Kreis Auerbach im Bezirk Chemnitz (1953 in Bezirk Karl-Marx-Stadt umbenannt), der 1990 als sächsischer Landkreis Auerbach fortgeführt wurde und 1996 im Vogtlandkreis aufging.

## Öffentlicher Nahverkehr
Siebenhitz ist über die PlusBus-Linie 70 des Verkehrsverbunds Vogtland im Stundentakt mit Falkenstein, Auerbach, Rodewisch und Plauen verbunden.